# Тит Манлій Торкват (консул 299 року до н. е.)
Тит Ма́нлій Торква́т (лат. Titus Manlius Torquatus; ? — 299 до н. е.) — видатний політичний, державний та військовий діяч Римської республіки, консул 299 року до н. е.

## Біографія
Походив з патриціанського роду Манліїв. Ймовірно був сином Тита Манлія Торквата, якого за невиконання наказу під час бою стратив його власний батько.
299 року до н. е. його було обрано консулом разом з Марком Фульвієм Петіном. Тита Манлія було призначено командувачем римською армією у війні з Етрурією. Одразу по прибуттю до Етрурії Тит Манлій під час кінних вправ впав з коня і через три дні помер.

## Родина
- Сини:

- Авл Манлій Торкват Аттік, консул 244 і 241 років до н. е.
- Тит Манлій Торкват, консул 235 і 224 років до н. е.